# VBScript
VBScript (Visual Basic Scripting Edition) je aktiven skriptni jezik razvijalca Microsoft, zasnovan na Visual Basicu. Zasnovan je kot »preprost« jezik za uporabo v različnih Microsoftovih okoljih. VBScript uporablja Component Object Model za dostop do elementov okolja, v katerem je nameščen; na primer, FileSystemObject (FSO) se uporablja za ustvarjanje, branje, posodabljanje in brisanje datotek.